# Scuola dei Luganegheri (Venise)

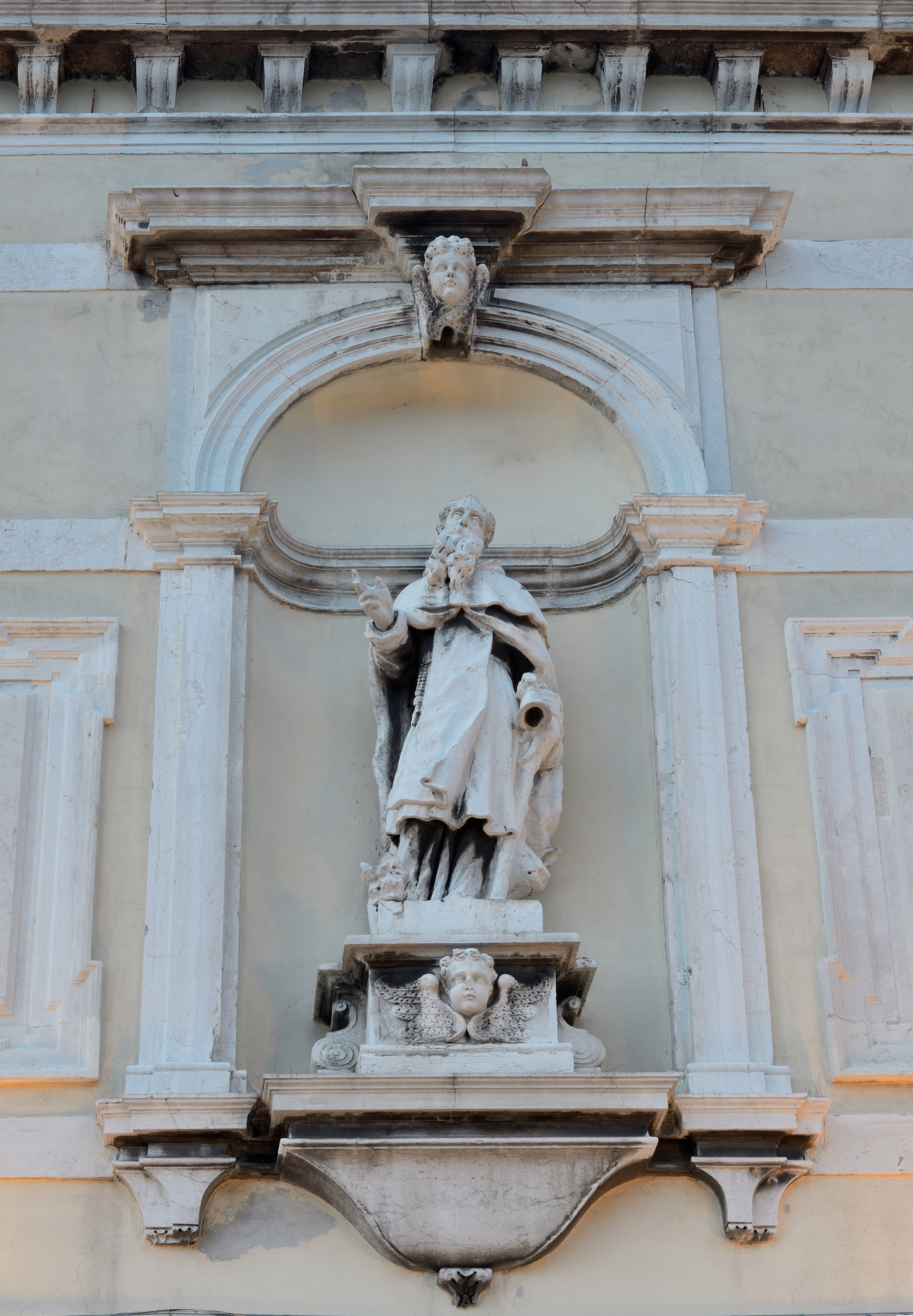
Statue de dévotion de S. Antonio Abate au-dessus de l’entrée

La Scuola dei Luganegheri  abritait l’école de dévotion et de charité de l’art des préparateurs de saucisses, de lard et de soupes de Venise. Elle est située aux Zattere dans le sestiere de Dorsoduro.

## Historique
La Scuola dei Luganegheri est née le 26 octobre 1497. 
Le siège de la Scuola dei Luganegheri était initialement situé dans San Giacometto à Venise. En 1499, il fut déplacé à l'église San Salvador. Le patron de la scuola était Sant'Antonio Abate. En 1681, l'art acquiert le n° 1473 aux Zattere al ponte longo.
Le soler (étage supérieur) était destiné aux réunions du Chapitre, tandis que le pè pian (rez-de-chaussée) était singulièrement destiné au dépôt d'animaux porcins. Un bureau secondaire à l'usage des conférences de l'art était situé sur le territoire de la Contrada di San Mattio.
Après la suppression de la schola, suivant les édits napoléoniens de 1806, le bâtiment servit d'entrepôt, puis de lieu de représentations théâtrales et vers la fin du XIXe siècle, d'entrepôt de cuir. Aujourd'hui, il y a des activités commerciales.

## L'art des luganegheri
L'art des luganegheri rassemblait les artisans préparant des saucisses, du lard et des charcuteries. Il regroupe les salsicciai, lardaroli, pizzicagnoli et les préparateurs de soupes (minestre). 
Tant les Vénitiens que les Bergamaschi, Chiavennaschi et Svizzeri (Suisses) ayant résidé à Venise depuis au moins 15 ans et ayant leur propre boutique pouvaient être inscrits à cet art.
L'art des luganegheri comportait une seule branche (colonnello) :
- luganegheri da cruo : vendeurs de viande crue

D'après un recensement de 1773, l'art comportait 175 capimaestri, 70 garzoni,  178 ouvriers, 53 boutiques, 22 postes fermés et 175 inviamenti.